# جورج كارول (قاضي)
جورج كارول (بالإنجليزية: George Carroll)‏ هو قاضي أمريكي، ولد في 1923، وتوفي في 14 يناير 2016 بسبب فشل تنفسي.